# كارلوس غارسيا ونايت
كارلوس غارسيا ونايت (بالإنجليزية: Carlos Garcia Knight)‏ هو متزلج على الثلوج نيوزيلندي، ولد في 6 مايو 1997 في كرايستشرش في نيوزيلندا.

## وصلات خارجية
- كارلوس غارسيا ونايت على موقع الاتحاد الدولي للتزلج (ركوب لوح الثلج) (الإنجليزية)
- كارلوس غارسيا ونايت على موقع اللجنة الأولمبية الدولية (الإنجليزية)
- كارلوس غارسيا ونايت على موقع أوليمبيديا (الإنجليزية)
- كارلوس غارسيا ونايت على موقع اللجنة الأولمبية النيوزيلندية (الإنجليزية)